# Ray Hyman
Ray Hyman (23 de junio de 1928, Chelsea, Massachusetts) es profesor emérito de la Universidad de Oregón en Eugene, Oregón, y destacado crítico e investigador de la parapsicología. Ray Hyman es, junto a James Randi, Martin Gardner y Paul Kurtz, uno de los pioneros del movimiento escéptico moderno. Fundador y director de los cursos-taller "Skeptic's Toolbox", Hyman forma parte también del consejo ejecutivo del Comité para la Investigación Escéptica (CSICOP).

## Carrera
Durante su adolescencia y mientras estudiaba en la Universidad de Boston, Hyman trabajó como mago y mentalista. Llegó incluso a creer que mediante la quiromancia podía conocerse el carácter de las personas ya que estas afirmaban verse reflejadas en la descripción que Hyman les hacía.  Más adelante, al probar a hacer lecturas completamente opuestas a las que supuestamente corresponderían y reaccionar la gente de igual manera, descubriría que esta reacción, en realidad no tenía nada que ver con las líneas de la mano. Su interés por este hecho le llevó a cambiar la carrera de periodismo por la de psicología.
Se doctoró en psicología por la Universidad Johns Hopkins en 1953  y posteriormente impartió clases en Harvard durante cinco años. Ray Hyman es también experto en métodos estadísticos. En 2007, la universidad Simon Fraser de Canadá le concedió el título de doctor honoris causa por su “intelecto y disciplina, por inspirar a otros a seguir sus pasos y por su dedicada defensa de la investigación escéptica”.
Junto a otros reconocidos escépticos como James Randi, Martin Gardner, Marcello Truzzi y Paul Kurtz, fue miembro fundador del CSICOP, conocido ahora como el Comité para la Investigación Escéptica (CSI), editores de la revista Skeptical Inquirer.

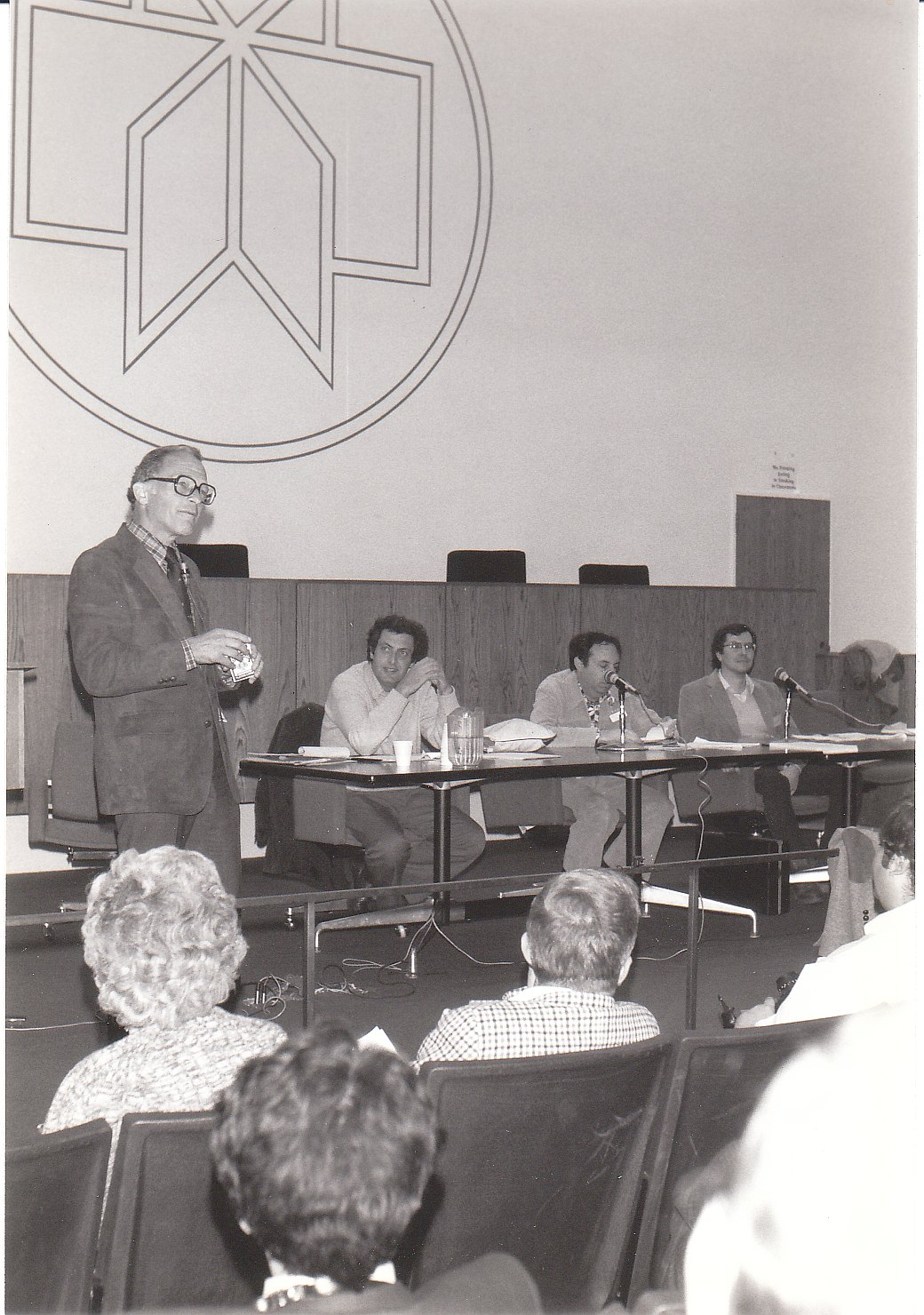
Hyman hablando en la conferencia del CSICOP de 1983 en Buffalo, NY. Con Lee Ross, Daryl Bem y Victor Benassi.

Además de sus publicaciones académicas, uno de sus artículos más famosos es el de los "Trece puntos para asombrar a tus amigos con tus nuevos poderes psíquicos", una guía sobre la lectura en frío. Este artículo, publicado en Skeptical Inquirer, se convirtió en uno de los más solicitados de la revista.
Ha investigado y ha escrito un libro sobre la radiestesia en Estados Unidos y es, también, uno de los escépticos con mayor conocimiento sobre el Experimento ganzfeld.
Según Bob Carroll, Ray Hyman es considerado el principal experto en validación subjetiva y lectura en frío.
La habilidad de Hyman con la prestidigitación, que él denomina “manipulación de la percepción”, le ha llevado a ser portada en dos ocasión de la revista “The linking ring” que publica la asociación internacional de ilusionistas “International Brotherhood of Magicians”, de la cual es miembro desde hace más de treinta y cinco años.
Hyman se jubiló en 1998 pero continúa impartiendo charlas, escribiendo libros e investigando afirmaciones sobre hechos paranormales.

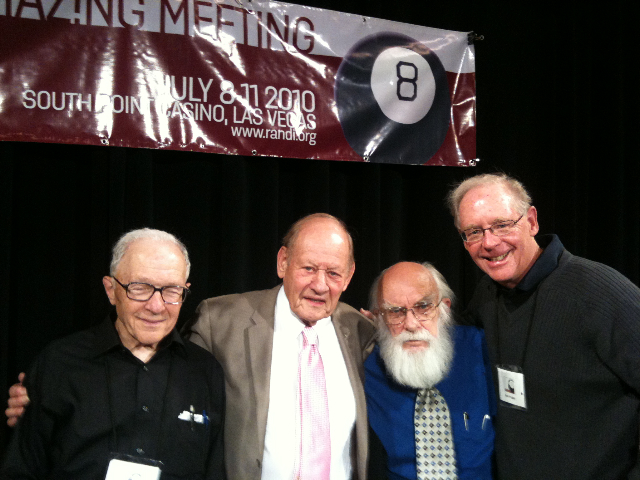
Ray Hyman, Paul Kurtz, James Randi, y Ken Frazier en TAM8, tras su conferencia sobre la historia del movimiento escéptico. Julio de 2010, Las Vegas.

## Historia del movimiento escéptico
En una entrevista realizada por D.J. Grothe en 2010, Hyman asegura que la formación del movimiento escéptico puede atribuirse a Uri Geller y Alice Cooper. James Randi estaba de gira con Cooper como parte del espectáculo, Cooper pidió a Randi que invitara a Hyman a una actuación para que le asesorara sobre el público. Estando allí, “Randi me llevó a un lado y dijo… deberíamos hacer algo con el tema de Uri Geller… vamos a formar una organización llamada SIR (Sanity in Research)”. En 1972 se les unió Martin Gardner y celebraron su primera reunión. Ninguno de los tres se veía con experiencia para gestionar una organización, “solo tenemos buenas ideas”. Poco tiempo después se les unió Marcello Truzzi, el cual se encargó de esa gestión. Truzzi, involucró a Paul Kurtz en el proyectó y así, en 1976 formaron el CSICOP.
En una entrevista para el podcast Skepticality en 2009, se le pidió a Hyman su opinión sobre el movimiento escéptico moderno. Hyman respondió que "los escépticos necesitan tener objetivos y una manera de medirlos; que deben convertirse en un recurso para la gente y centrarse en educar a periodistas y profesores, y de esa manera conseguir mejores resultados”.
Respecto al actual estado del movimiento escéptico, Hyman añadió, “los medios de comunicación, por desgracia, han conseguido que existan más crédulos. Hay menos profesores de ciencia en las aulas, los principales periódicos están despidiendo a los redactores especializados en ciencia, los cadenas de televisión intentan llenar veinticuatro horas de emisión y competir con Fox News. Las cosas no marchan bien”.

## Skeptic's Toolbox
En 1989, Ray Hyman creó los talleres Skeptic's Toolbox con la finalidad de enseñar a la gente a desarrollar y mejorar el pensamiento crítico. El primer taller tuvo lugar en Buffalo, Nueva York, y contó con la presencia de James Alcock y Steve Shan. Desde entonces, y exceptuando un año, los talleres se han realizado en la Universidad de Oregón.
En una entrevista para The Register-Guard, Hyman explica cómo asiste gente de todo el país a estos talleres de cuatro días para mejorar su capacidad para ejercitar el pensamiento crítico. Le resulta curioso que aquellos que creen en lo paranormal sin evidencia alguna, continúen haciéndolo; “tan solo quiero entender cómo llega la gente a creer ciertas cosas... el ilusionismo es un ejemplo perfecto de cómo se puede engañar a la gente y de idéntica manera funciona con lo paranormal”.  Hyman mantiene que es necesario enseñar a los asistentes al Skeptic’s Toolbox partiendo de casos reales, poniéndolos en contexto mediante ejemplos concretos como primer paso hacia ejemplos más amplios.

## Ley de Hick-Hyman
Hyman publicó lo que se conoce como ley de Hick-Hyman, que relaciona el tiempo que necesita un sujeto para tomar una decisión con la cantidad de alternativas disponibles. Cuantas más alternativas existan, más tiempo necesita el sujeto para tomar una decisión.
Esta era la segunda publicación de Ray Hyman, siendo todavía universitario. En ella, corregía la fórmula anteriormente enunciada por Hick. Aun así, siguió denominándose Ley de Hick dado que Hyman era tan solo un estudiante. En Estados Unidos es más habitual referirse a ella como Ley de Hick-Hyman.

## Visión remota
En 1995, junto a Jessica Utts, fue contratado por la CIA para llevar a cabo una evaluación independiente del programa militar sobre visión remota. Su evaluación fue negativa.

## Experimento Ganzfeld
Mientras trabajaba en la Universidad de Stanford, Hyman llegó a la conclusión de que nunca podría llegar a leer toda la literatura existente dentro del campo de la parapsicología. Por ello, consultó con parapsicólogos cuál era la mejor prueba de la existencia de algún fenómeno paranormal. Casi todos ellos señalaron el experimento ganzfeld. Hyman contactó con Charles Honorton, el cual le envió seiscientas páginas de información. Tres años después, el análisis de Hyman llevó al “Journal of Parapsychology” a publicar en 1985 sus críticas. Hyman concluía que por sí solos, aquellos experimentos no tenían ningún valor si no podían ser replicados.

## Uri Geller

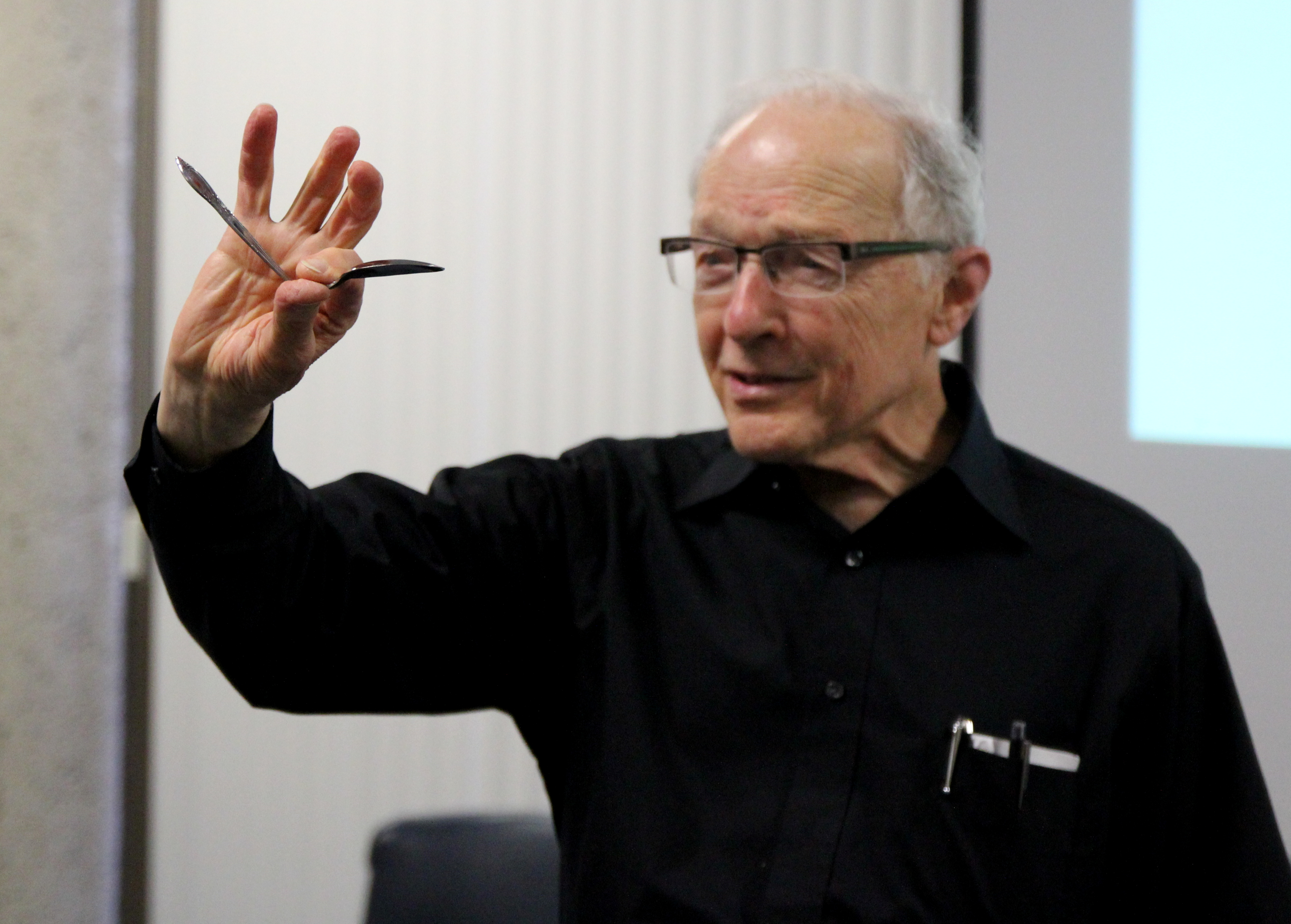
Ray Hyman, durante una conferencia, demostrando cómo doblaba cucharas Uri Geller. 17 de junio de 2012, Costa Mesa, CA

Jerry Andrus y Ray Hyman aparecieron, en 1975, en un programa de televisión de Portland, Oregón, donde explicaron y repitieron los trucos que Uri Geller había realizado la semana anterior en ese mismo programa. El presentador, Dick Klinger, les preguntó “¿Tiene Uri Geller algún poder sobrenatural?” La respuesta de Andrus fue un rotundo “No”. Hyman añadió, “(Geller) es un oportunista... es difícil repetir lo que hace, ni él mismo puede. Siempre está preparado para hacer algo… hace una cosa cuando tú crees que va a hacer otra… desorienta… es excelente en eso”.
En 1972, el Departamento de Defensa de Estados Unidos pidió a Hyman que investigara a Uri Geller. A Hyman le intrigó la historia sobre cómo Geller había tomado el anillo de un científico, lo había puesto en una mesa y sin tocarlo, el anillo se rompía y adquiría forma sinuosa. 
Al preguntar a todos los científicos del laboratorio, Hyman descubrió que en realidad, ninguno había visto tal acontecimiento; tan solo se lo habían oído contar a otros. Sin poder encontrar la fuente, siguió indagando para acabar descubriendo que en realidad nadie había visto a Geller doblar ningún objeto sin tocarlo. De hecho, Geller tuvo la oportunidad de salir al cuarto de baño con el anillo y regresar con él ya doblado, dando por buena su palabra todos los allí presentes. “El parapsicólogo que también había sido requerido para la investigación vio a un psíquico. Yo informé que tan solo había visto un fraude con carisma”.
Cuando se le pide que intente explicar por qué la gente cree en Geller cuando un ilusionista puede hacer lo mismo sin poderes paranormales, Hyman contesta, “es un fraude, pero no se puede culpar a la gente por creer en él. Geller es el producto de una maravillosa campaña de marketing. Lo que el público ve es tan solo una parte de la historia. Le han pillado varias veces haciendo trampas pero la gente sigue creyendo”. 
Como psicólogo, Hyman afirma, "si tienes gente predispuesta y que coopera contigo, aunque les hagas una lectura deficiente, ellos la completarán para sí mismos y creerán que, efectivamente, estás describiendo su personalidad".

## Gary Schwartz
Gary Schwartz llevó a cabo numerosos experimentos en su laboratorio de la Universidad de Arizona. Schwartz cree haber demostrado que es posible comunicarse con los muertos a través de médiums. Hyman detalla varios errores de método en la investigación de Schwartz; “comparaciones de control inapropiadas”, “errores en el procedimiento doble-ciego”, “creación de resultados no-falsables reinterpretando fallos como éxitos” y “falta de una comprobación independiente de los hechos que pueda verificar los resultados como ciertos”. Según Hyman, “incluso si la investigación no estuviera comprometida por estos defectos de método, los planteamientos deberían ser reproducidos por investigadores independientes”. Hyman critica la decisión de Schwartz de publicar sus resultados sin reunir pruebas para sus hipótesis que cumplan con criterios científicos generalmente aceptados y que de esa forma pierden credibilidad.
En mayo de 2003, Schwartz contestaba a Hyman mostrando su desacuerdo con la opinión de éste, argumentando que no tenía en cuenta la investigación en su totalidad. Hyman respondía, “hasta que no se realicen y publiquen múltiples experimentos perfectos, hay que creer que los resultados en su totalidad son producto de alguna combinación entre fraude, lectura en frío, pruebas erróneas o casualidad. ¿Por qué gastar tiempo y dinero en múltiples experimentos cuando no hay suficientes razones teóricas, experimentales ni sociales para hacerlo?"

## Citas
- "Nunca jamás he conocido a un defensor de lo paranormal, que no haya comenzado su conversación conmigo, diciendo que él también es escéptico".[18]

- "Como psicólogo, sé que no es normal ser escéptico. Somos mutantes".[29] "Es más normal ser un creyente".[18]

- James Underdown explica la máxima de Hyman, "no intentes explicar cómo funciona algo hasta que no averigües si funciona".[34]

- "Los escépticos no dejan de construir centros carísimos por todo el mundo. Siempre recaudando fondos... el movimiento escéptico está centrado en luchar contra él mismo... no han hecho nada por llegar allí donde más pueden hacer, que es dándole a la gente las herramientas para pensar, ayundándoles a ser mejores pensadores".[16]

- Refiriéndose a la ciencia y la réplica, "así es como se sabe que algo está ahí. En parapsicología no hay un ahí; no pueden replicar. Contestan diciendo que esa es la naturaleza de la parapsicología. Cuando te acercas, toma una dirección diferente... entonces tiran de la mecánica cuántica".[29]

- "Yo no tengo el atractivo que tiene Geller, por eso yo me gano la vida como profesor. Tampoco sé mentir bien".[30]

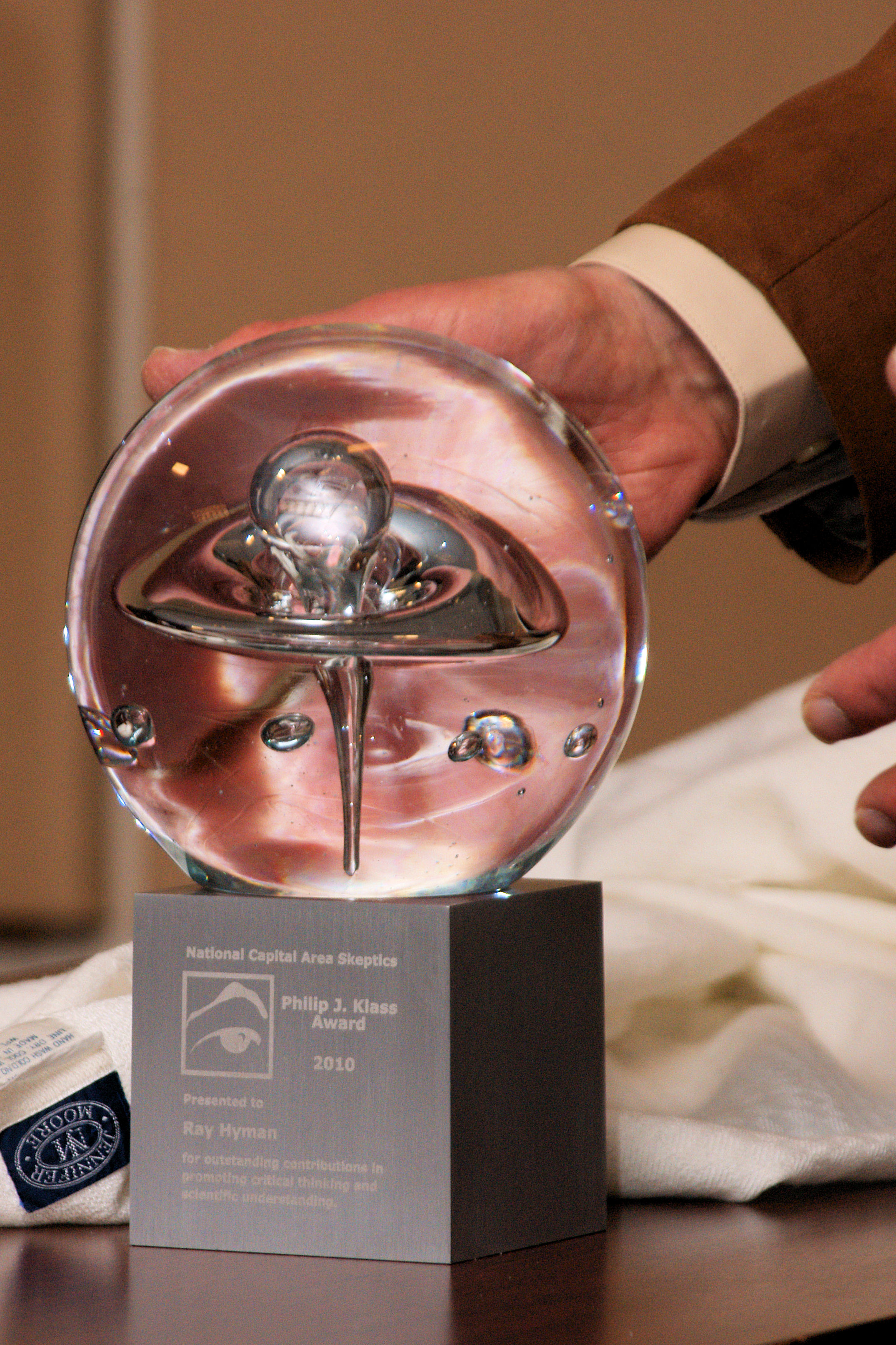
Accepting the NCAS Philip Klass Award

## Premios
- Premio "In Praise of Reason" en 2003, el mayor reconocimiento que otorga el Comité por la investigación científica de fenómenos paranormales, por el uso de la investigación crítica, evidencia científica y la razón al evaluar teorías. Otros galardonados con este premio han sido Carl Sagan, Kendrick Frazier, Murray Gell-Mann, Stephen Jay Gould, Martin Gardner, y el premio novel Leon Lederman.[9][10]
- Premio "Robert P. Balles" en 2005, compartido con Andrew Skolnick y Joe Nickell. Otorgado por el CSICOP a la publicación que mejor ejemplifique el escepticismo, el análisis lógico o la ciencia empírica.[35][36]
- Doctor Honoris Causa en Ciencia por la Universidad Simon Fraser de Canadá en octubre de 2007.[19]
- Premio Philip J. Klass en 2010 por su contribución en promocionar el pensamiento crítico y los modelos de explicación científica. Otorgado por NCAS.[37]
- En 2011, el reconocimiento con el "Houdini Hall of Honor" por parte del IIG (Independent Investigation Group).[17][38]

## Libros

### Libros en español
- Hyman, Ray (1965), Caracter de la investigación psicológica, México: Union Tipografica Editorial Hispano Americana, OCLC 3575349.

### Libros en inglés
- Bush, Robert R.; Abelson, Robert; Hyman, Ray (1956), Mathematics for Psychologists, New York: Social Science Research Council, OCLC 2301803.
- Vogt, Evon Zartman; Hyman, Ray (1959), Water Witching USA, Chicago, Illinois: University of Chicago Press, OCLC 315006378.
- Hyman, Ray (1989), The Elusive Quarry: A Scientific Appraisal of Psychical Research, Amherst, N.Y.: Prometheus Books, ISBN 0-87975-504-0, OCLC 19455101.
- Andrus, Jerry; Hyman, Ray (2000), Andrus Card Control, Eugene, OR: Chazpro Magic, OCLC 65215589.